# أر. أر. ديواكار
رانغاناث راماتشاندرا ديواكار (30 سبتمبر 1894 - 15 يناير 1990) كان مؤلف وسياسي هندي من كارناتاكا.

## السيرة
انضم ديواكار إلى المؤتمر الوطني الهندي خلال حركة الاستقلال. أصبح بعد ذلك عضوا في الجمعية التأسيسية والبرلمان المؤقت للهند من ولاية بومباي. شغل ديواكار جي منصب وزير الإعلام والإذاعة في مجلس وزراء نهرو (من 1 أبريل 1949 إلى 15 أبريل 1952).
انتخب ديوكار عضوا في راجيا سابها من ولاية بومباي في 3 أبريل 1952، لكنه استقال في 13 يونيو 1952. وفي غضون يومين تم تعيينه حاكما لبيهار (15 يونيو 1952 إلى 5 يوليو 1957). رشح لعائلة راجيا سابها في عام 1962 من ولاية ميسور (كارناتاكا) حيث خدم حتى عام 1968.
بعد عام 1968، أبعد نفسه عن السياسة، وذهب ديوكار إلى تأليف العديد من الكتب باللغة الإنجليزية، وكانادا والهندية. وتوفي في 15 كانون الثاني/يناير 1990 عن عمر طويل.